# La Planète du crépuscule
La Planète du crépuscule (titre original : Planet of Twilight) est un roman de science-fiction écrit par Barbara Hambly. Publié aux États-Unis par Del Rey Books en 1997,, il a été traduit en français et publié par les éditions Presses de la Cité en 1998,. Ce roman, se déroulant dans l'univers étendu de Star Wars, prend place neuf années après les évènements décrits dans Star Wars, épisode VI : Le Retour du Jedi. Il est le dernier des trois romans mettant en scène Callista, une ancienne chevalier Jedi. Il est précédé des romans Les Enfants du Jedi, déjà écrit par Barbara Hambly, et Le Sabre noir, écrit par Kevin J. Anderson.